# Festivals of Atonement
Festivals of Atonement – pierwszy minialbum amerykańskiej grupy deathmetalowej Nile. Wydawnictwo ukazało się 10 lutego 1995 roku nakładem wytwórni muzycznej Anubis Music. Nagrania zostały zarejestrowane w Sanctuary Studios.

## Lista utworów
Opracowano na podstawie materiału źródłowego.
1. "Divine Intent" (sł. Karl Sanders, muz. Karl Sanders) - 06:26
2. "The Black Hand of Set" (sł. Karl Sanders, muz. Karl Sanders) - 02:22
3. "Wrought" (sł. Karl Sanders, muz. Karl Sanders) - 08:45
4. "Immortality Through Art / Godless" (sł. Karl Sanders, muz. Karl Sanders) - 05:15
5. "Extinct" (sł. Chief Spires, muz. Karl Sanders) - 09:35

## Twórcy
Opracowano na podstawie materiału źródłowego.
- Karl Sanders – gitara, śpiew, instrumenty klawiszowe, produkcja muzyczna
- Chief Spires – gitara basowa, śpiew, produkcja muzyczna
- Pete Hammoura – perkusja, instrumenty perkusyjne, śpiew, produkcja muzyczna
- Earl Sanders – produkcja muzyczna
- Jimmy Ennis – produkcja muzyczna, inżynieria dźwięku
- Tapeworm – oprawa graficzna
- Harold Chapman – zdjęcia